# Marc Gagnon
Marc Gagnon (ur. 24 maja 1975 w Chicoutimi) – kanadyjski łyżwiarz szybki specjalizujący się w short tracku. Wielokrotny medalista olimpijski.
Na międzynarodowych imprezach debiutował na początku lat 90. Startował na trzech igrzyskach (IO 94, IO 98, IO 02), za każdym razem zdobywając medale. W 1994 był także trzeci w wyścigu na 1000 metrów, cztery lata później triumfował w sztafecie. W 2002 zdobył trzy medale, zwyciężając w biegu na dystansie 500 m i w sztafecie. Wielokrotnie stawał na podium mistrzostw świata, będąc mistrzem globu nie tylko na dystansach, ale i w klasyfikacji ogólnej..
Jego brat Sylvain także był medalistą olimpijskim.